# Ботройд, Джей
Джей Бо́тройд (англ. Jay Bothroyd; род. 7 мая 1982 или 5 мая 1982, Ислингтон, Большой Лондон) — английский футболист, игравший на позиции нападающего.

## Карьера

### Клубная
Джей Ботройд — воспитанник лондонского «Арсенала», откуда он в восемнадцатилетнем возрасте перешёл в «Ковентри Сити». В сезоне 2002/03 он с 11 мячами стал лучшим бомбардиром клуба. Всего за три года выступления за «Ковентри» Джей забил 14 мячей. После окончания контракта с «Ковентри» он перешёл в итальянскую «Перуджу». В «Перудже» Ботройду не удалось закрепиться в основном составе, и в 2004 году его отдали в аренду в «Блэкберн Роверс». За «Роверс» он отличился лишь однажды, в матче с «Ливерпулем» (встреча закончилась со счётом 2:2).
Ботройд не стал задерживаться в «Перудже» и 31 августа 2005 года перешёл в «Чарльтон Атлетик». Этому поспособствовало как огромное желание самого игрока, так и финансовые проблемы «Перуджи». За «Чальтон» Ботройд отметился двумя мячами (в ворота «Манчестер Сити» и «Ньюкасл Юнайтед»), но каждый из них был очень важен.

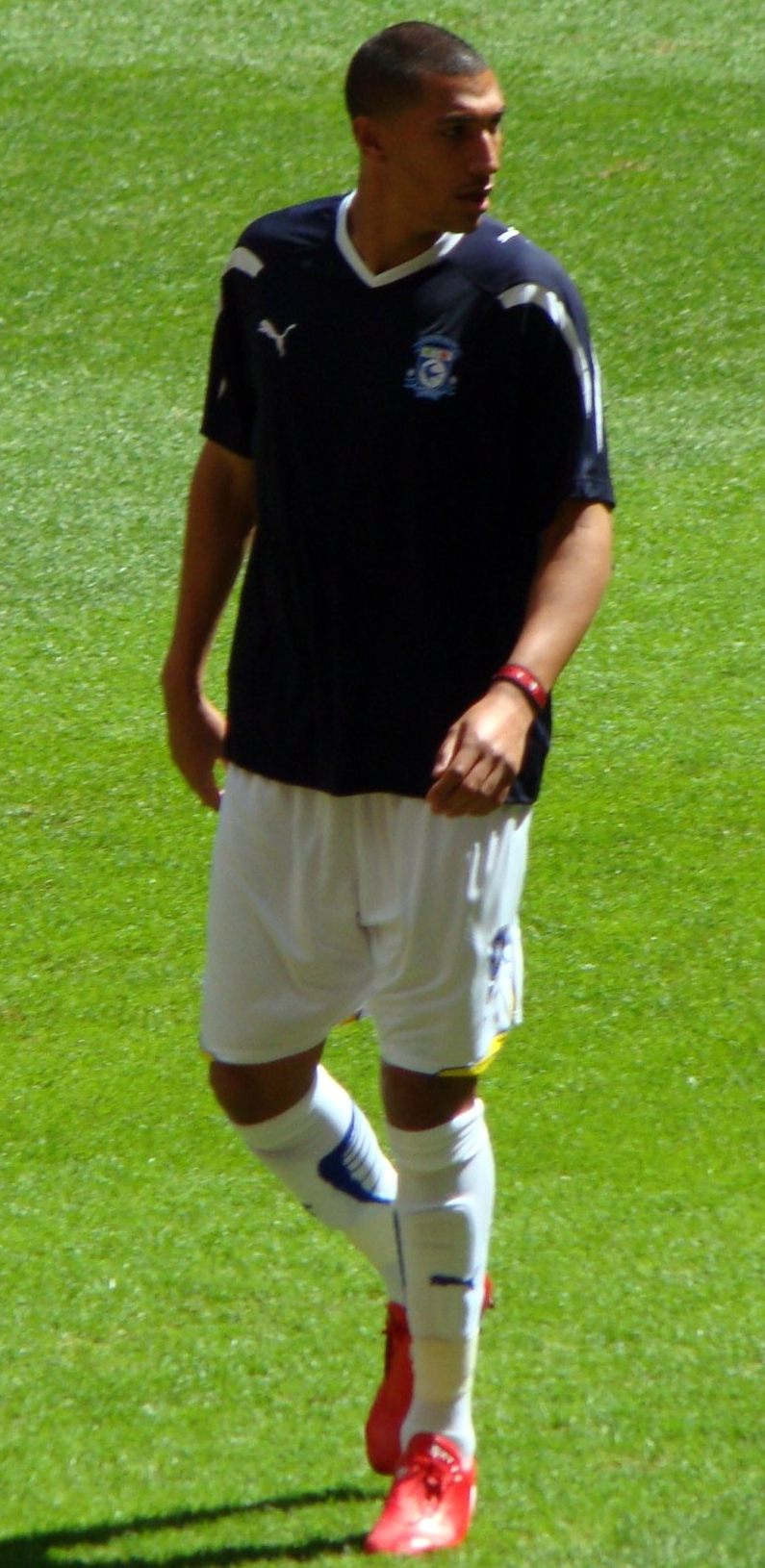
Ботройд в «Кардиффе»

В 2006 году Джей Ботройд перешёл в «Вулверхэмптон Уондерерс». В первых 6 матчах за этот клуб Ботройд забил 3 мяча. А в матче с «Лидс Юнайтед», его удар с 25 метров принёс «волкам» победу. Но уже в следующем поединке против «Дерби Каунти» он не реализовал пенальти. На этом его бомбардирский запал иссяк. В декабре Ботройд получил травму, и восстановился лишь к февралю 2007 года. Оставшуюся часть сезона он лишь несколько раз выходил на замену. Несмотря на хорошее начала сезона 2007/08, где он в двух матчах забил 2 гола и сделал голевую передачу, Ботройд всё ещё оставался игроком скамейки запасных. В поисках игровой практики он, в марте 2008 года, на правах аренды переходит в «Сток Сити». Проведя там всего 4 встречи, в августе Ботройд переходит в «Кардифф Сити».
После первых матчей в составе новой команды Ботройд стал бесспорным основным игроком. Два месяца он играл и неоднократно забивал, но 1 ноября получил травму, которая по прогнозам врачей требовала 6—8-недельного восстановления. Но Ботройд уже через 3 недели вышел на поле. В первых 6 матчах после восстановления он забил 3 мяча. За эти успехи он получил звание «Игрок месяца в лиге». Этот сезон Ботройд закончил с 12 мячами в активе.
Сезон 2009/10 Джей Ботройд начал с забитого на новом стадионе мяча. После того как в середине сезона капитан команды Марк Хадсон получил травму, в нескольких встречах капитанскую повязку носил Ботройд. За весь сезон он забил 13 мячей.
Сезон 2010/11 Ботройд начал великолепно, забив в 15 голов в 16 матчах разных соревнований. Он был номинирован на «Игрока месяца» в августе, но проиграл Аделю Таарабту из «Куинз Парк Рейнджерс», однако спустя 2 месяца всё-таки получил это звание. Всего в этом сезоне футболист забил 20 мячей. После истечения контракта покинул «Кардифф».

### В сборной
В молодости Ботройд неоднократно вызывался в молодёжную сборную Англии.
В ноябре 2010 года был вызван в главную сборную Англии. Выйдя на поле в матче с Францией, Ботройд стал первым игроком «Кардифф Сити», сыгравшим за сборную Англии за всю историю клуба.